# Angely
Angely település Franciaországban, Yonne megyében. Lakosainak száma 152 fő (2022. január 1.). Angely Blacy, Athie, Dissangis, L’Isle-sur-Serein, Montréal, Sainte-Colombe és Guillon-Terre-Plaine községekkel határos.

## Népesség
A település népességének változása:
| Lakosok száma | 166  | 161  | 158  | 157  | 157  | 156  | 154  | 152  |
|               | 2013 | 2015 | 2017 | 2018 | 2019 | 2020 | 2021 | 2022 |